# Агата Крісті: Автобіографія
«Агата Крісті: Автобіографія» (англ. Agatha Christie: An Autobiography) — книга-автобіографія англійської письменниці Агати Крісті. Була видана після смерті письменниці у Великій Британії видавництвом Collins у листопаді 1977 року і у США видавництвом Dodd, Mead and Company в тому ж році.

## Огляд
Крісті зробила передмову і післямову до книги, в якій вона дуже чітко подає матеріал. Книгу вона нібито почала писати 2 квітня 1950 на експедиції в Німруд, де вона працювала на розкопках стародавнього міста зі своїм другим чоловіком, археологом Максом Маллованом. Нібито завершила її 11 жовтня 1965 року в своєму будинку у Воллінгфорді, де вона і померла через одинадцять років.

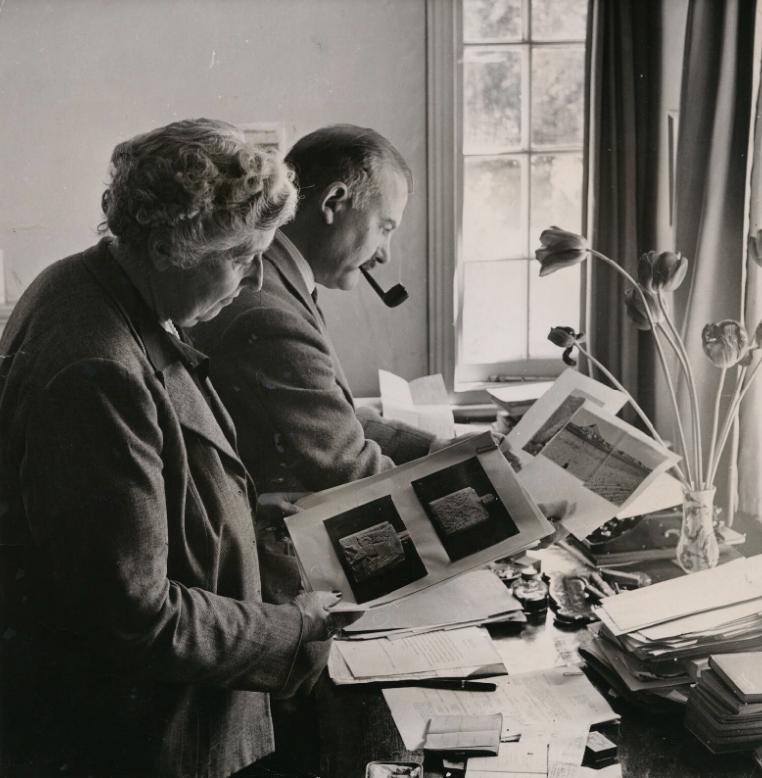
Агата Крісті зі своїм чоловіком Максом Маллованом (1950 р.)

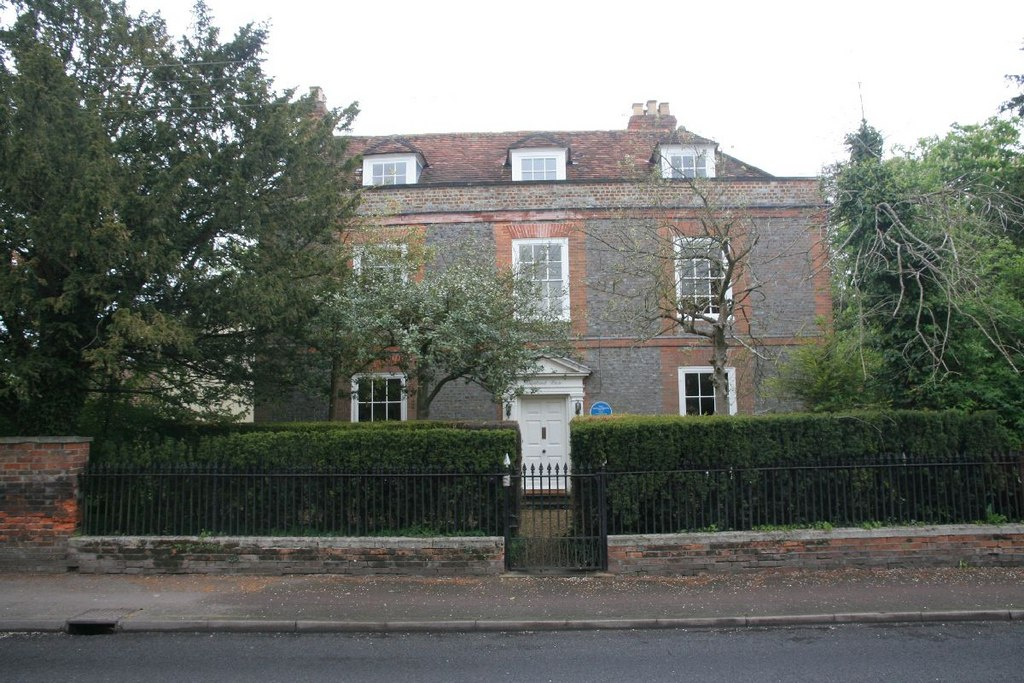
Дім Winterbrook House у Воллінгфорді, де жила до смерті Агата Крісті

Після смерті Крісті в 1976 році, текст був відредагований Філіпом Зіглером, редактором від видавництва Collins.
В книзі вона пише про щастя свого дитинства, любов до мами, про появу у житті її першого чоловіка, смерть матері, своє важке сімейне життя. Також багато сказано про подорожі зі своїм наступним чоловіком.